# 斥和碑
斥和碑（韓語：척화비）是指19世纪朝鲜半島各地设置的石碑。19世纪中期，興宣大院君执政，采取闭关锁国政策，并大肆捕杀基督宗教传教士和信徒，引发西方列強不满。1866年和1871年分别与法国、美国发生冲突，史称『丙寅洋扰』、『辛未洋扰』。興宣大院君采取强力抵抗政策，逼迫法、美撤军。事后，興宣大院君下令在朝鲜各地设斥和碑，上书“洋夷侵犯，非战则和，主和卖国，戒我萬年子孫。丙寅作，辛未立”，以示其锁国的决心。